# Будник Василь Сергійович
Васи́ль Сергі́йович Бу́дник (нар.24 червня 1913, Семенівка — пом. 8 березня 2007) — український радянський вчений у галузі ракетобудування та космонавтики, конструктор, академік АН УРСР (1967), доктор технічних наук (1960), професор (1962). Герой Соціалістичної праці (1959), лауреат Ленінської премії (1960), заслужений діяч науки УРСР (1983). Лауреат премії ім. М. К. Янгеля, ветеран космічної галузі України, Почесний працівник космічної галузі України, Почесний громадянин Дніпропетровська.

## Професійний доробок
В 1934—1943 — працює льотчиком-інструктором в авіаційному інституті Москви.
У 1940 по фаху «озброєння літаків» закінчив Московський авіаційний інститут.
В 1940—1943 роках працює конструктором у московському КБ Іллюшина.
В 1943—1946 — на роботі в Реактивному НДІ (НДІ-1 МАП).
1946—1951 роки — в НДІ КБ Корольова, стає заступником головного конструктора.
У 1945 був відряджений до Німеччини для вивчення німецької ракетної техніки, керував групою «Зоммерда» інституту «Нордхаузен» (радянська окупаційна зона Німеччини).
З 1951 по 1954 — головний конструктор на військовому заводі в Дніпропетровську, в 1951—1958 — перший заступник головного конструктора дніпропетровського Особливого КБ.
З 1962 року працював професором Дніпропетровського державного університету.
У 1972—1980 — заступник керівника Дніпропетровського відділення Інституту механіки АН УРСР, із 1973 —керівник сектору проблем ракетно-космічної техніки.
У НАН України та НКАУ заступник директора у 1980—1988, у 1988—1998 — радник при дирекції, з 1988 — головний науковий співробітник інституту технічної механіки.
Працюючи заступником С. П. Корольова, безпосередньо брав участь у створенні та організації серійного виробництва радянських балістичних ракет:
- 1946—1953 — Р-1, Р-2, Р-5,
- 1953−1971: працював над створенням перших стратегічних ракет (на висококиплячих компонентах палива) Р-12, Р-14, Р-16, Р-36 — з орбітальними головними частинами, що розділяються, з наземним і шахтним базуванням,
- над створенням космічних ракет-носіїв — «Космос», «Космос-2», «Циклон» і космічних апаратів до них, розробкою і літними випробуваннями рухливого ґрунтового ракетного комплексу з ракетою комбінованого (тверде та рідке паливо) типу.

Його наукові праці лягли в основу наукового напрямку по оптимальному проектуванню ракетно-космічних систем.
У 1962 обраний членом-кореспондентом АН УРСР, з 1967 — академік АН УРСР.
Ініціатор створення фізико-технічного факультету в Дніпропетровському університеті, що став із часом справжньою кузнею наукових та інженерних кадрів для ракетно-космічної промисловості (за роки його існування випущено понад 20 тисяч спеціалістів).
2000 року як видатному науковцеві призначена державна стипендія.
2004 року за вагомий особистий внесок у розвиток космічної галузі, багаторічну самовіддану працю та з нагоди 50-річчя від заснування Державного конструкторського бюро «Південне» імені М. К. Янгеля нагороджений орденом князя Ярослава Мудрого V ступеня.

## Опубліковані твори
- Від штурмовиків Іл-2 до космічних ракет (спогади). — Дніпропетровськ: Вид-во ДДУ, 1993 (рос.)
- Інерційні механічні енергоакумулюючих системи. — Київ: Наукова думка, 1986 (рос.)